# Kelela
Kelela Mizanekristos (* 6. června 1983 Washington, D.C.) je americká zpěvačka etiopského původu. Vyrůstala v Gaithersburgu. Ve čtvrté třídě začala hrát na housle a rovněž zpívala ve školním sboru. Studovala na Montgomery College a následně na Americké univerzitě. V roce 2008 se stala členkou kapely Dizzy Spells. Roku 2010 se usadila v Los Angeles. V roce 2013 vydala svůj první mixtape Cut 4 Me. V říjnu 2015 následovalo EP Hallucinogen a o dva roky později první dlouhohrající deska Take Me Apart. Rovněž přispěla na alba jiných interpretů, jako jsou Solange Knowles (A Seat at the Table), Danny Brown (Atrocity Exhibition) a Clams Casino (32 Levels). Identifikuje se jako queer.